# Asociación de Fútbol de Guam
La Federación Guameña de Fútbol (FDF), (en inglés Guam Football Association) es el ente que rige al fútbol en Guam. Fue fundada en 1975 y afiliada a la FIFA en 1996. Es un miembro de la Confederación Asiática de Fútbol (AFC) y está a cargo de la Selección de fútbol de Guam y todas las categorías inferiores.

## Competiciones Nacionales
- Liga de Fútbol de Guam
- Copa FA de Guam